# Port lotniczy Obbia
Port lotniczy Obbia (kod IATA: CMO, kod ICAO: HCMO) – lotnisko obsługujące miasto Hobyo w Somalii (Galmudug).